# Skylitzes de la Madrid
Skylitzes de la Madrid este un manuscris cu anluminuri bogat ilustrat intitulat Sinopsisul istoriilor (Σύνοψις Ἱστοριῶν), al lui Ioan Skylitzes, care acoperă domniile împăraților bizantini de la moartea lui Nichifor I Genikos în 811 până la depunerea lui Mihai al VI-lea Bringas în 1057.  Manuscrisul a fost produs în Sicilia în secolul al XII-lea și se află acum la Biblioteca Națională a Spaniei  din Madrid, cu rafturile MS Graecus Vitr. 26-2; este larg cunoscut sub numele de Madrid Skylitzes, Codex Græcus Matritensis Ioannis Skyllitzes sau Skyllitzes Matritensis.  Este singurul manuscris ilustrat al unei cronici grecești și include 574 de miniaturi, din care s-au pierdut 100. 
Nu este clar dacă aceste ilustrații sunt copii ale imaginilor bizantine anterioare sau au fost create mai recent pentru această copie.     

## Bibliografie

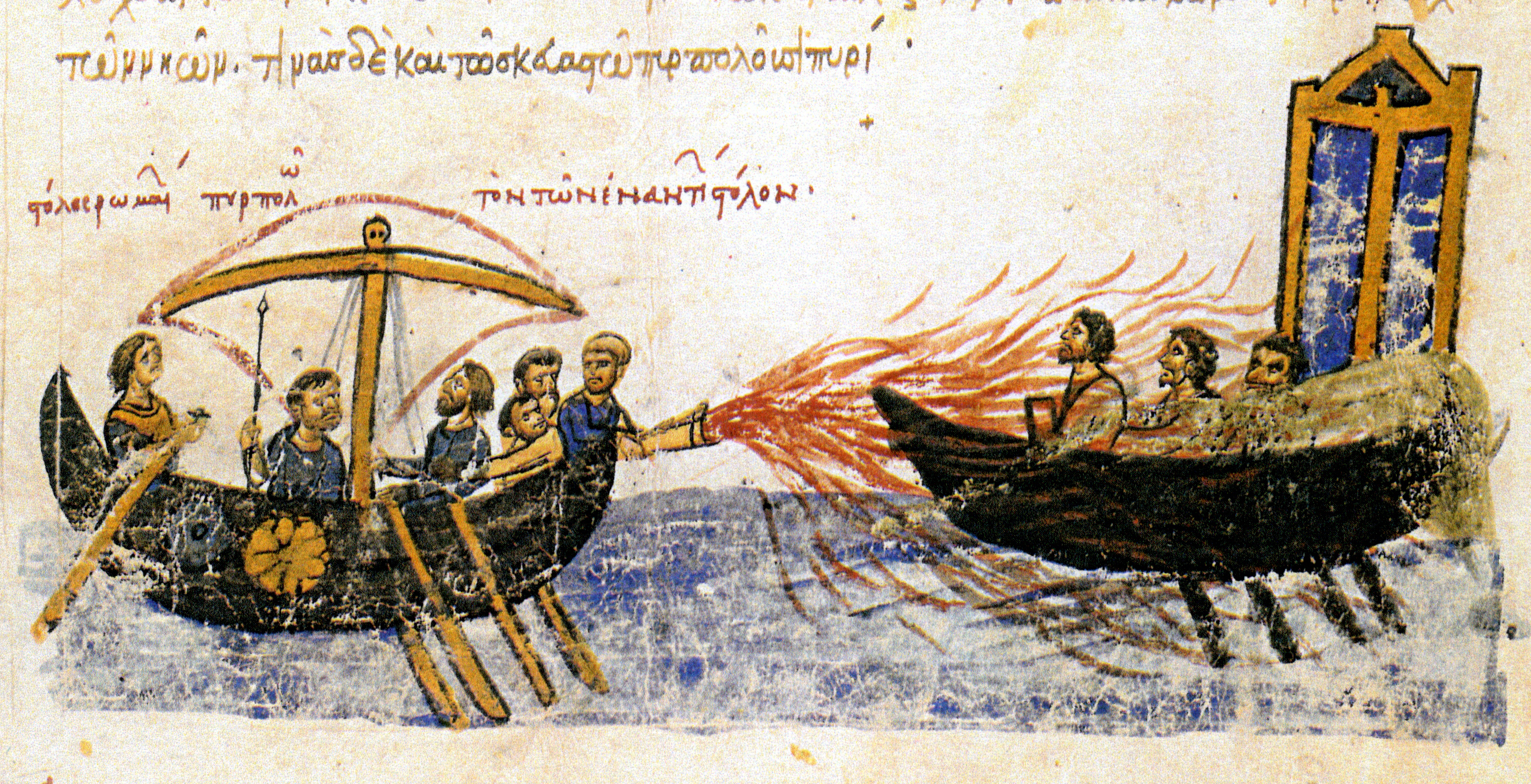
Imaginea focului grecesc în Skylitzes de la Madrid
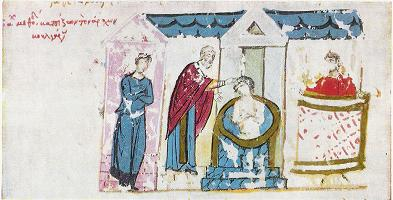
Imaginea botezului lui Boris I al Bulgariei în Skylitzes de la Madrid
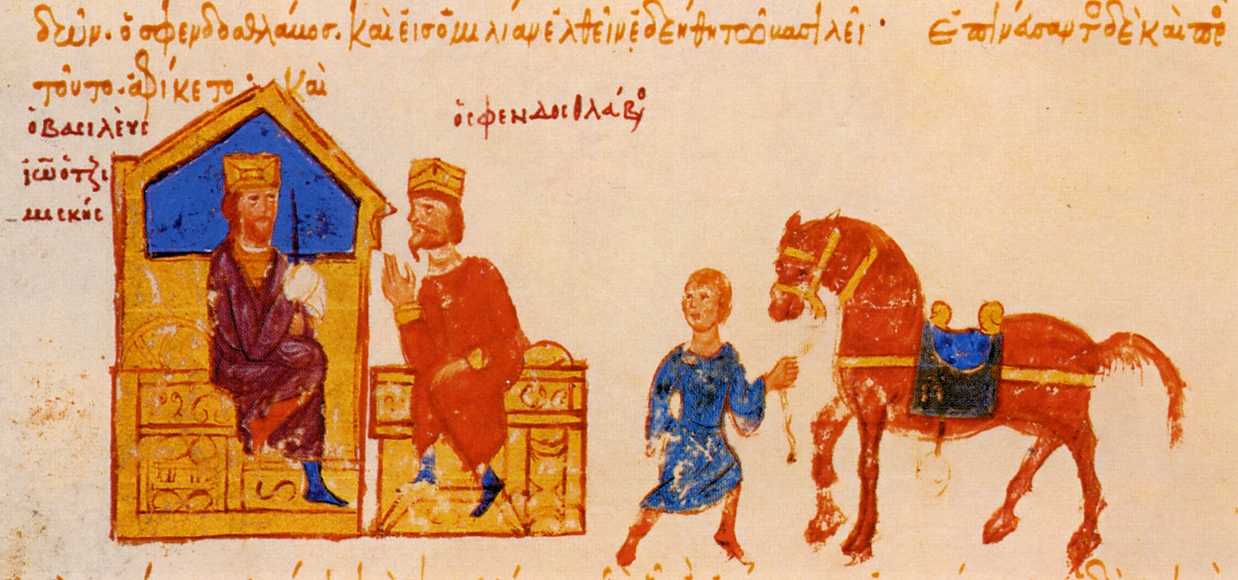
Întâlnire între împăratul Ioan Tzimiskes și Sviatoslav I al Kievului în Skylitzes de la Madrid'.
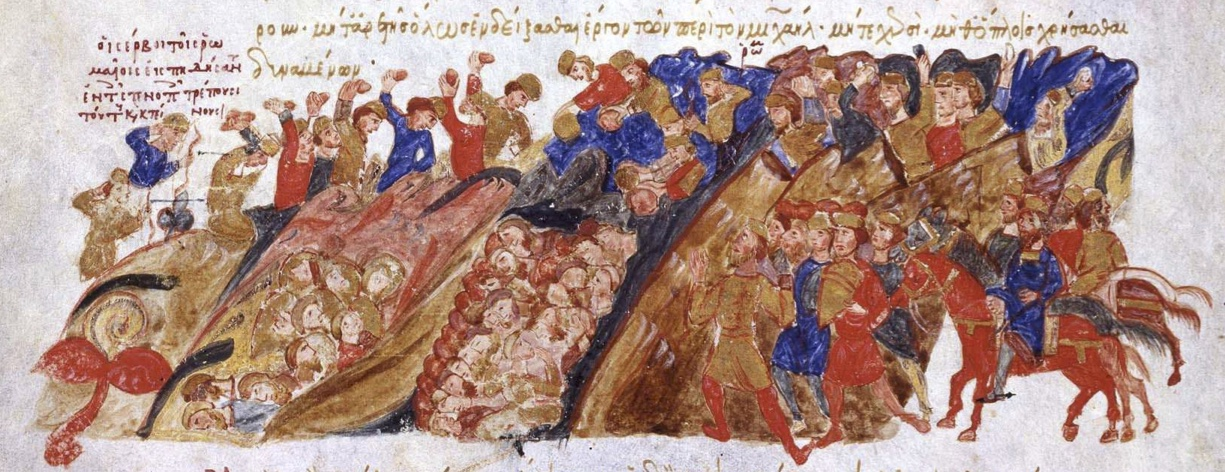
Sârbii masacrează bizantinii în trecători de munte, în Skylitzes de la Madrid.